# Mayrette
 (novembre 2015).
La Mayrette était une voiture compacte construite entre 1921 et 1924 par Karl Mayr à Munich.
La voiture offrait un ou deux sièges. Elle était propulsée par des moteurs BMW ou JAP.

## Sources
- Werner Oswald: Deutsche Autos 1920–1945, 10. Auflage, Motorbuch Verlag Stuttgart (1996),  (ISBN 3-87943-519-7), (page 450).